# Michaela Ruth Heitkoter
Michaela Ruth Heitkoter (ur. 22 marca 1985 w São Paulo) – brazylijska lekkoatletka, specjalizująca się w skoku o tyczce. Posiada także obywatelstwo niemieckie.

## Osiągnięcia
- dwa medale mistrzostw Ameryki Południowej w kategorii kadetów:
  - Bogota 2000 – brąz
  - Asunción 2002 – srebro
- brązowy medal mistrzostw Ameryki Południowej juniorek (Guayaquil 2003)
- 7. miejsce podczas mistrzostw świata juniorów (Grosseto 2004)

## Rekordy życiowe
- skok o tyczce – 4,23 (2007)
- skok o tyczce (hala) – 4,00 (2004) były rekord Ameryki Południowej juniorek